# Nuoto ai campionati mondiali di nuoto 2015 - 200 metri farfalla femminili
La gara dei 200 metri farfalla femminili si è svolta il 5 e 6 agosto 2015 presso la Kazan Arena e vi hanno preso parte 39 atleti provenienti da 32 nazioni. Le batterie e le semifinali si sono svolte, rispettivamente, la mattina e al sera del 5 agosto, mentre la finale ha avuto luogo la sera del 6 agosto.

## Medaglie
| Posizione | Atleta        | Paese       |
| --------- | ------------- | ----------- |
| Oro       | Natsumi Hoshi | Giappone    |
| Argento   | Cammile Adams | Stati Uniti |
| Bronzo    | Zhang Yufei   | Cina        |

## Record
Prima della manifestazione il record del mondo (WR) e il record dei campionati (CR) erano i seguenti.
| Record mondiale       | 2'01"81 | Liu Zige Cina               | 21 ottobre 2009 Jinan, Cina |
| Record dei campionati | 2'03"41 | Jessicah Schipper Australia | 30 luglio 2009 Roma, Italia |

## Risultati

### Batterie
| Posizione | Batteria | Corsia | Atleta                 | Nazionalità   | Tempo   | Note   |
| --------- | -------- | ------ | ---------------------- | ------------- | ------- | ------ |
| 1         | 4        | 2      | Zhang Yufei            | Cina          | 2:06.92 | Q, WJR |
| 2         | 4        | 3      | Katie McLaughlin       | Stati Uniti   | 2:07.32 | Q      |
| 3         | 2        | 4      | Liliána Szilágyi       | Ungheria      | 2:07.46 | Q      |
| 4         | 4        | 5      | Cammile Adams          | Stati Uniti   | 2:07.96 | Q      |
| 5         | 3        | 5      | Natsumi Hoshi          | Giappone      | 2:07.97 | Q      |
| 6         | 3        | 3      | Katinka Hosszú         | Ungheria      | 2:08.07 | Q      |
| 7         | 4        | 4      | Franziska Hentke       | Germania      | 2:08.31 | Q      |
| 8         | 3        | 7      | Lara Grangeon          | Francia       | 2:08.54 | Q      |
| 9         | 3        | 4      | Madeline Groves        | Australia     | 2:08.65 | Q      |
| 10        | 2        | 6      | Zhou Yilin             | Cina          | 2:08.76 | Q      |
| 11        | 4        | 6      | Audrey Lacroix         | Canada        | 2:08.79 | Q      |
| 12        | 2        | 3      | Brianna Throssell      | Australia     | 2:09.16 | Q      |
| 13        | 4        | 7      | Hannah Miley           | Regno Unito   | 2:09.44 | Q      |
| 14        | 3        | 6      | Park Jin-young         | Corea del Sud | 2:09.62 | Q      |
| 15        | 3        | 8      | Anja Klinar            | Slovenia      | 2:09.70 | Q      |
| 16        | 2        | 7      | Joanna Maranhão        | Brasile       | 2:09.77 | Q      |
| 17        | 3        | 2      | Martina van Berkel     | Svizzera      | 2:09.88 |        |
| 18        | 2        | 5      | Judit Ignacio Sorribes | Spagna        | 2:09.93 |        |
| 19        | 3        | 1      | Aimee Willmott         | Regno Unito   | 2:10.07 |        |
| 20        | 2        | 1      | Park Su-jin            | Corea del Sud | 2:11.07 |        |
| 21        | 4        | 1      | Andreína Pinto         | Venezuela     | 2:11.14 |        |
| 22        | 2        | 2      | Alessia Polieri        | Italia        | 2:11.30 |        |
| 23        | 1        | 5      | Valerie Gruest         | Guatemala     | 2:12.82 |        |
| 24        | 4        | 8      | Ana Monteiro           | Portogallo    | 2:12.87 |        |
| 25        | 3        | 0      | Barbora Závadová       | Rep. Ceca     | 2:12.89 |        |
| 26        | 3        | 9      | Anna Ntountounaki      | Grecia        | 2:13.69 |        |
| 27        | 2        | 0      | Virginia Bardach       | Argentina     | 2:13.76 |        |
| 28        | 2        | 9      | Ida Marko-Varga        | Svezia        | 2:14.89 |        |
| 29        | 1        | 4      | Quah Ting Wen          | Singapore     | 2:14.93 |        |
| 30        | 4        | 9      | Claudia Hufnagl        | Austria       | 2:15.16 |        |
| 31        | 1        | 2      | Monalisa Lorenza       | Indonesia     | 2:15.76 |        |
| 32        | 1        | 3      | Jessica Camposano      | Colombia      | 2:16.40 |        |
| 33        | 1        | 1      | Estefania Urzúa        | Cile          | 2:19.12 |        |
| 34        | 1        | 6      | Sutasinee Pankaew      | Thailandia    | 2:19.54 |        |
| 35        | 4        | 0      | Sharo Rodríguez        | Messico       | 2:19.60 |        |
| 36        | 1        | 7      | María Far Núñez        | Panama        | 2:19.65 |        |
| 37        | 2        | 8      | Laura Arroyo           | Messico       | 2:20.04 |        |
| 38        | 1        | 8      | Noel Borshi            | Albania       | 2:20.28 |        |
| 39        | 1        | 0      | Alsu Bayramova         | Azerbaigian   | 2:26.27 |        |

### Semifinali
| Posizione | Semifinale | Corsia | Atleta            | Nazionalità   | Tempo   | Note |
| --------- | ---------- | ------ | ----------------- | ------------- | ------- | ---- |
| 1         | 2          | 3      | Natsumi Hoshi     | Giappone      | 2:06.36 | Q    |
| 2         | 2          | 6      | Franziska Hentke  | Germania      | 2:06.64 | Q    |
| 3         | 2          | 5      | Liliána Szilágyi  | Ungheria      | 2:07.05 | Q    |
| 4         | 2          | 4      | Zhang Yufei       | Cina          | 2:07.08 | Q    |
| 5         | 1          | 4      | Katie McLaughlin  | Stati Uniti   | 2:07.52 | Q    |
| 6         | 1          | 5      | Cammile Adams     | Stati Uniti   | 2:07.57 | Q    |
| 7         | 1          | 7      | Brianna Throssell | Australia     | 2:07.57 | Q    |
| 8         | 1          | 2      | Zhou Yilin        | Cina          | 2:07.69 | Q    |
| 9         | 2          | 2      | Madeline Groves   | Australia     | 2:08.00 |      |
| 10        | 2          | 8      | Anja Klinar       | Slovenia      | 2:08.52 |      |
| 11        | 1          | 6      | Lara Grangeon     | Francia       | 2:08.67 |      |
| 12        | 2          | 7      | Audrey Lacroix    | Canada        | 2:08.86 |      |
| 13        | 1          | 3      | Katinka Hosszú    | Ungheria      | 2:08.91 |      |
| 14        | 2          | 1      | Hannah Miley      | Regno Unito   | 2:09.21 |      |
| 14        | 1          | 1      | Park Jin-young    | Corea del Sud | 2:09.21 |      |
| 16        | 1          | 8      | Joanna Maranhão   | Brasile       | 2:09.69 |      |

### Finale
| Posizione | Corsia | Atleta            | Nazionalità | Tempo   | Note |
| --------- | ------ | ----------------- | ----------- | ------- | ---- |
|           | 4      | Natsumi Hoshi     | Giappone    | 2:05.56 |      |
|           | 7      | Cammile Adams     | Stati Uniti | 2:06.40 |      |
|           | 6      | Zhang Yufei       | Cina        | 2:06.51 | WJR  |
| 4         | 1      | Brianna Throssell | Australia   | 2:06.78 |      |
| 4         | 5      | Franziska Hentke  | Germania    | 2:06.78 |      |
| 6         | 2      | Katie McLaughlin  | Stati Uniti | 2:06.95 |      |
| 7         | 3      | Liliána Szilágyi  | Ungheria    | 2:07.76 |      |
| 8         | 8      | Zhou Yilin        | Cina        | 2:10.20 |      |